# Gyralina hausdorfi
Gyralina hausdorfi is een slakkensoort uit de familie van de Pristilomatidae. De wetenschappelijke naam van de soort is voor het eerst geldig gepubliceerd in 1990 door Riedel.